# Indywidualne Mistrzostwa Szwecji na Żużlu 1951
Indywidualne Mistrzostwa Szwecji na Żużlu 1951 – cykl turniejów żużlowych, mających wyłonić najlepszych żużlowców szwedzkich. Tytuł wywalczył Helge Brinkeback z Vargarna Norrköping. 

## Finał
- Sztokholm, 12 października 1951

| Msc. | Zawodnik            | Klub                 | Pkt   |  |  |
| ---- | ------------------- | -------------------- | ----- |  |  |
| 1    | Helge Brinkeback    | Vargarna Norrköping  | 15    |  |  |
| 2    | Göte Olsson         | Indianerna Kumla     | 13 +3 |  |  |
| 3    | Sune Karlsson       | Getingarna Sztokholm | 13 +2 |  |  |
| 4    | Joel Jansson        | Smederna Eskilstuna  | 11    |  |  |
| 5    | Gunnar Karlsson     | Vargarna Norrköping  | 9     |  |  |
| 6    | Bert Lindarw        | Smederna Eskilstuna  | 9     |  |  |
| 7    | Einar Lindqvist     | Vargarna Norrköping  | 9     |  |  |
| 8    | Dan Forsberg        | Vargarna Norrköping  | 8     |  |  |
| 9    | Bo Andersson        | Getingarna Sztokholm | 6     |  |  |
| 10   | Lennart Carlström   | Vargarna Norrköping  | 6     |  |  |
| 11   | Rune Gustafsson     | Munkarna             | 5     |  |  |
| 12   | Lars Thaung         | Dackarna Målilla     | 5     |  |  |
| 13   | Olle Segerström     | Smederna Eskilstuna  | 4     |  |  |
| 14   | Lennart Eriksson    | Smederna Eskilstuna  | 3     |  |  |
| 15   | Bengt Gustafsson    | Dackarna Målilla     | 3     |  |  |
| 16   | Lars Erik Österberg | Dackarna Målilla     | 1     |  |  |